# Pterotaea aporema
Pterotaea aporema är en fjärilsart som beskrevs av Frederick H. Rindge 1970. Pterotaea aporema ingår i släktet Pterotaea och familjen mätare. Inga underarter finns listade.